# Amravān
Amravān (persiska: امروان, ‘Amrevān, عمروان) är en ort i Iran.   Den ligger i provinsen Semnan, i den norra delen av landet, 250 km öster om huvudstaden Teheran. Amravān ligger 1 178 meter över havet och antalet invånare är 141.
Terrängen runt Amravān är huvudsakligen platt, men åt sydväst är den kuperad.Runt Amravān är det glesbefolkat, med 9 invånare per kvadratkilometer. Närmaste större samhälle är Khūrzān, 16,0 km öster om Amravān. Trakten runt Amravān är ofruktbar med lite eller ingen växtlighet.